# Leimacomys buettneri
Leimacomys buettneri је врста глодара из породице мишева (Muridae).

## Распрострањење
Ареал врсте је ограничен на једну државу: Того.

## Станиште
Станиште врсте су шуме.

## Угроженост
Подаци о распрострањености ове врсте су недовољни.